# Mesquita Mukhtarov (Vladikavkaz)
A Mesquita de Mukhtarov (ou simplesmente uma mesquita sunita; em osseta:  Мухтаровы мæзджыт) é uma mesquita sunita em Vladikavkaz, na margem esquerda do rio Terek, um dos símbolos da cidade. É um monumento de arquitetura de importância federal. Foi construída em 1900 - 1908.

## Construção
A permissão para construir uma mesquita foi emitida em 1900, o governo da cidade alocou um terreno na margem esquerda do Terek para essa construção. O jornal Priazovsky Krai informou que a construção de uma mesquita custou 80 mil rublos. Esses fundos foram contribuídos por milionários do petróleo, filantropos proeminentes no Cáucaso, Murtuz Mukhtarov e Malsagov Germikhan Anzorovich. O projeto foi encomendado pelo arquiteto I.K. Ploshko. A abertura da mesquita ocorreu em 14 de outubro de 1908.

## Primeiros imãs
O primeiro mulá da mesquita foi Hanafi Sadyk Radimkulov, dos tártaros de Kazan. Em dezembro de 1908, o xafeíta Yusuf Murkilensky foi aprovado como um mulá da mesquita sunita de Vladikavkaz, o que causou insatisfação da comunidade tártara.

## Período da URSS

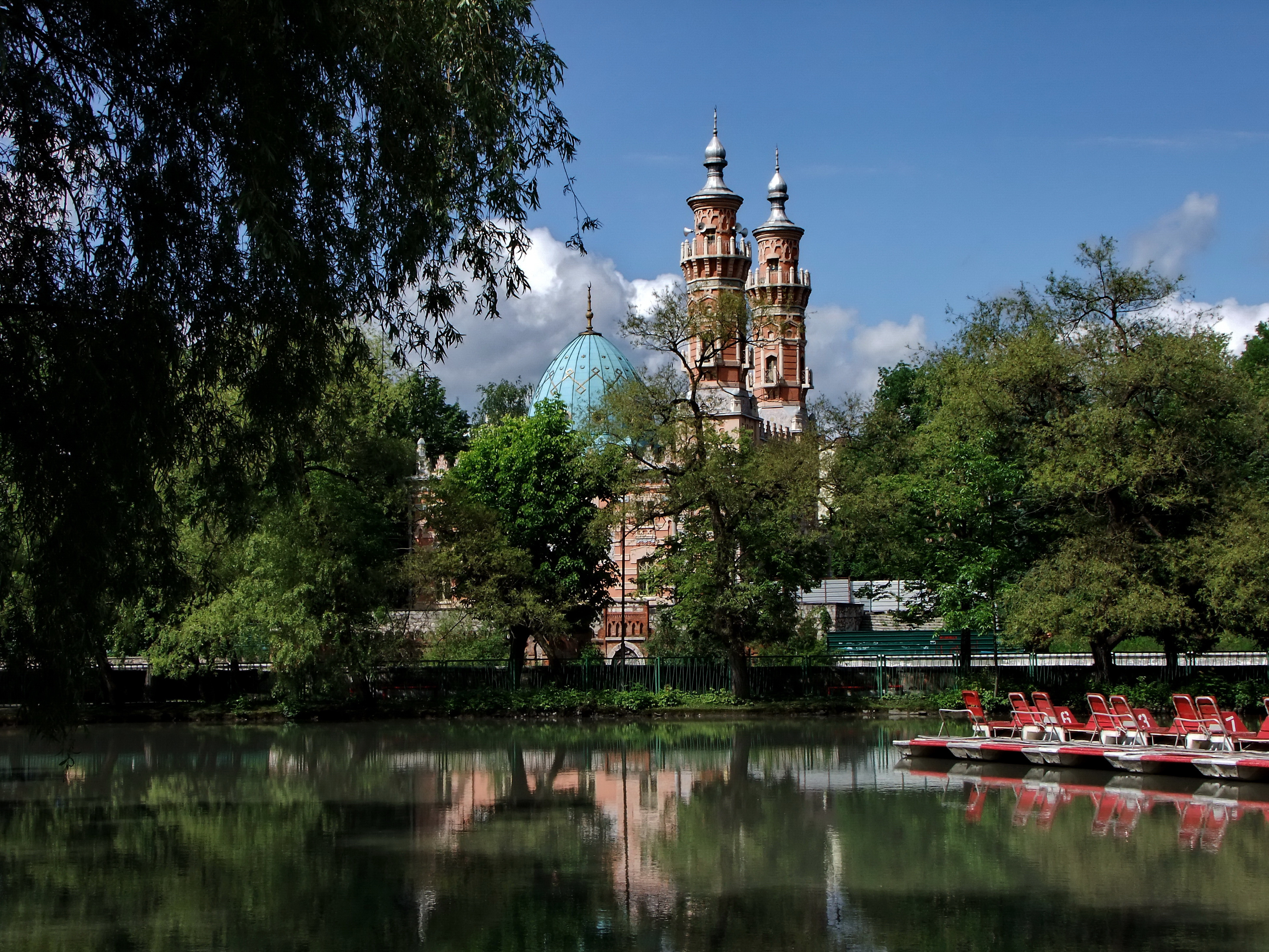
Vista da mesquita do parque nas margens do rio Terek

Em 1934, o conselho da cidade decidiu destruir a mesquita sunita. O comandante da 25ª companhia tártara do 84º regimento de cavalaria, Y. I. Betkenev, ordenou que seus subordinados armassem a mesquita com os braços nas mãos. Pelo Decreto do Conselho de Ministros da RSFSR de 30.08.1960, n. 1327 (adj. 1), a construção da mesquita foi tomada sob proteção do Estado. A mesquita abrigava um ramo do Museu das Tradições Populares.

## Período atual
Em 1996, a mesquita foi transferida para a Administração Espiritual dos Muçulmanos da Ossétia do Norte. Em janeiro de 1996, um dispositivo explosivo detonou perto da parede de uma mesquita. As paredes principais e a torre estavam em fendas profundas, um grande buraco foi formado na parede (1,5 m por 2 m).
Uma reação ambígua das pessoas da cidade foi causada pela construção de um prédio de 12 andares atrás da mesquita sunita, que destruiu uma vista reconhecível da mesquita no contexto do panorama da principal cordilheira caucasiana.

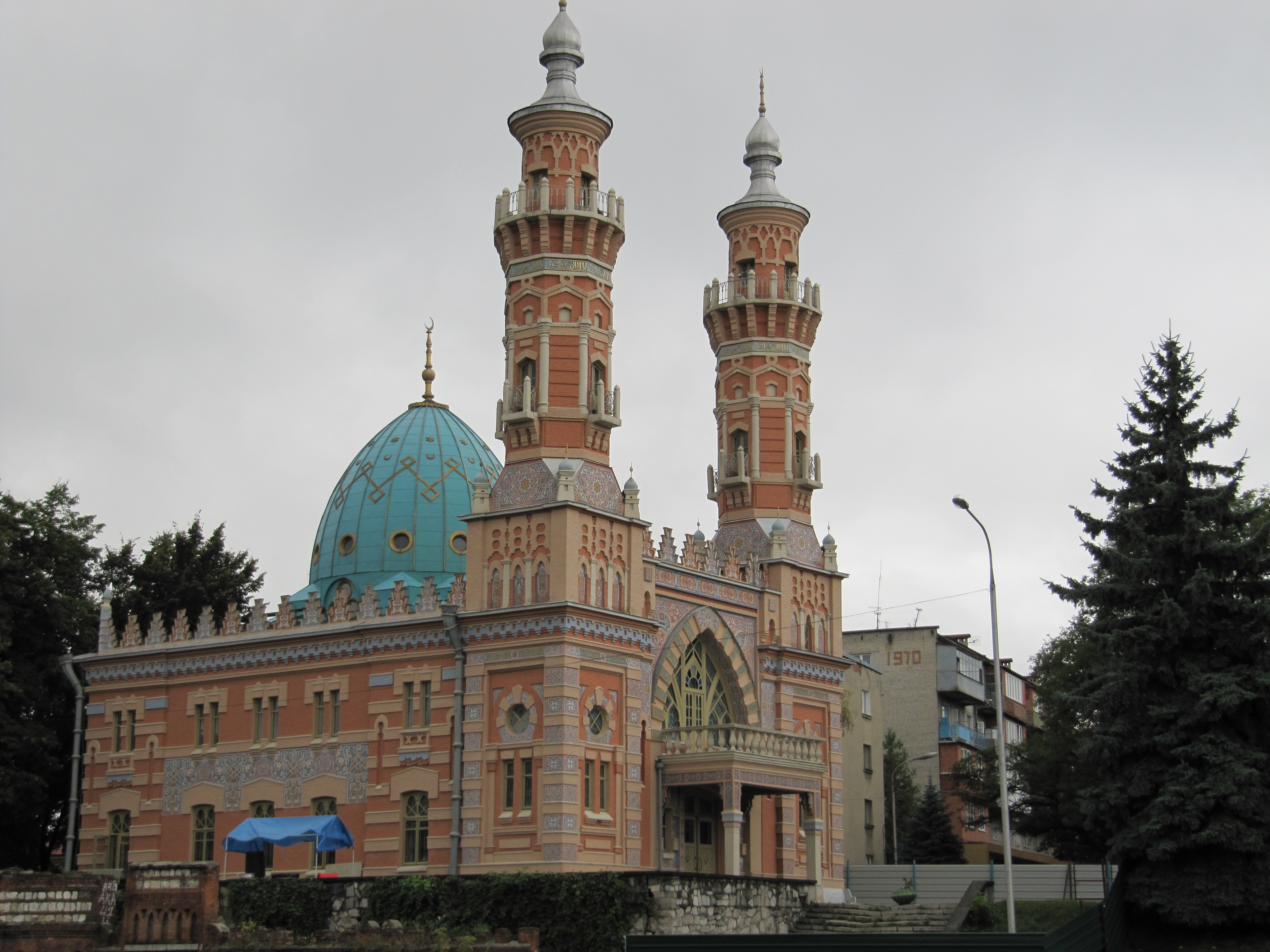
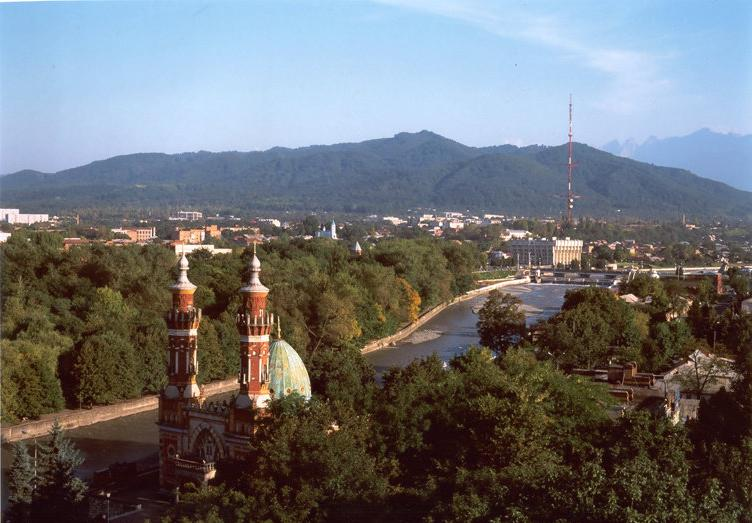
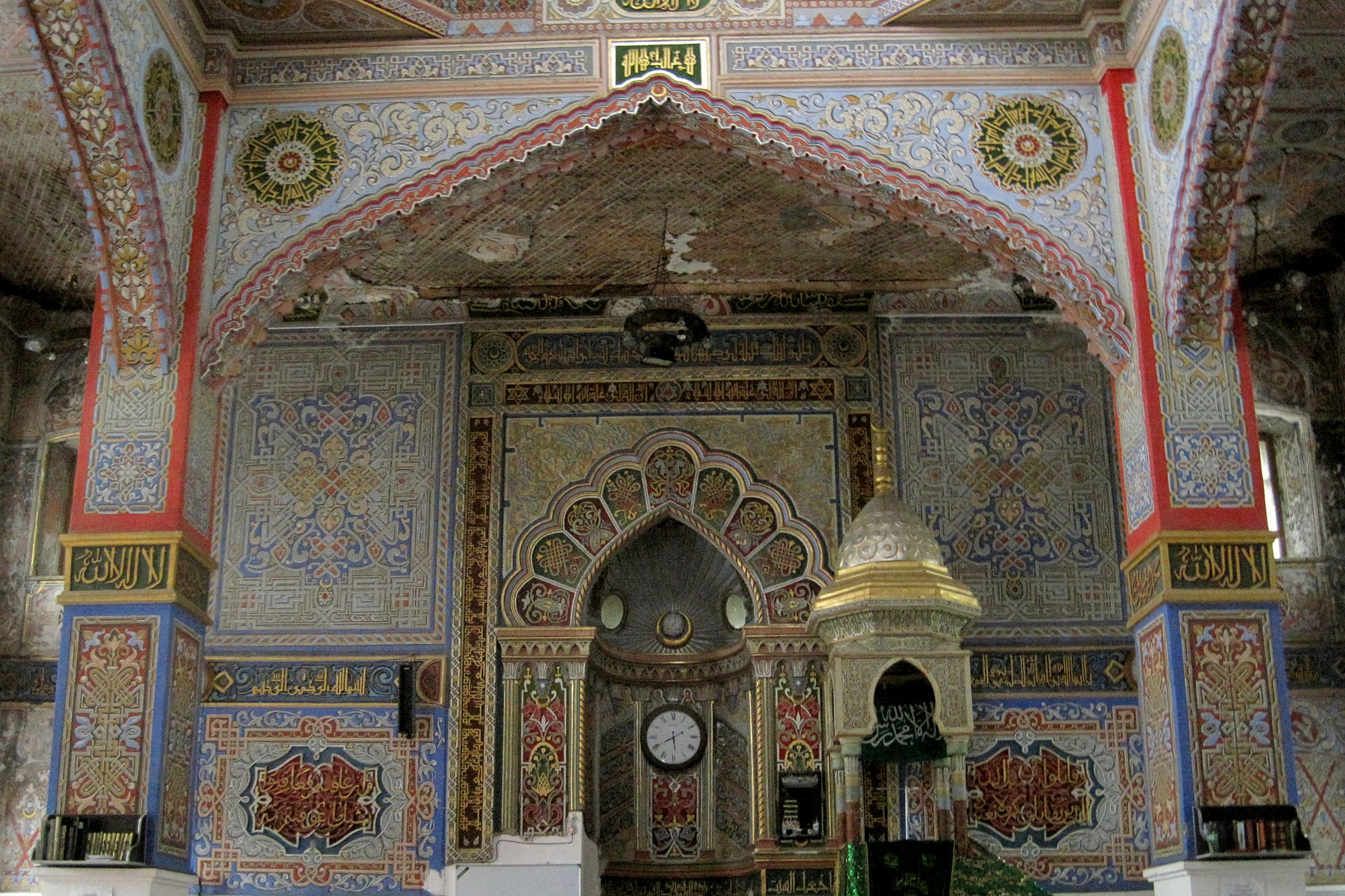
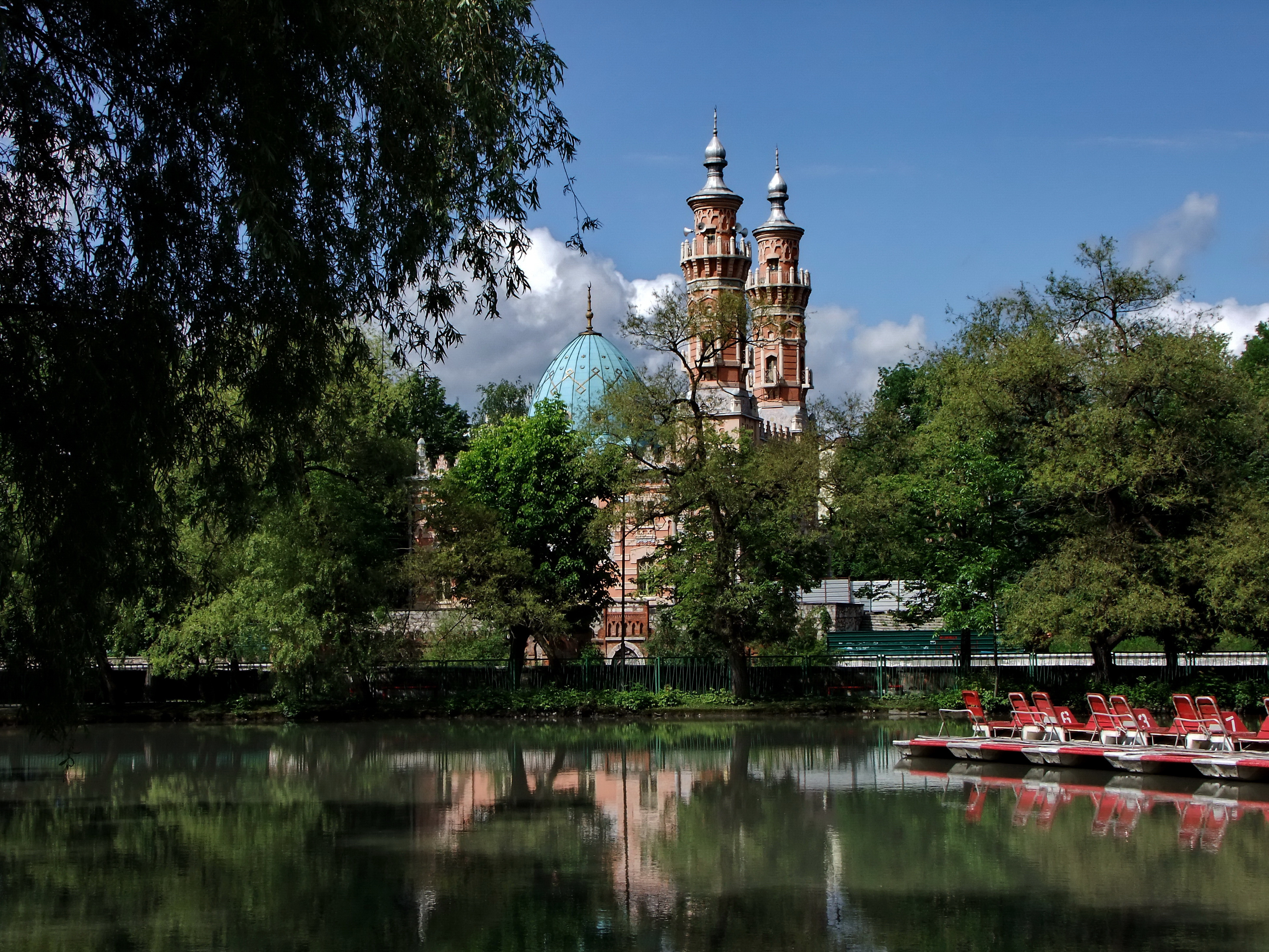
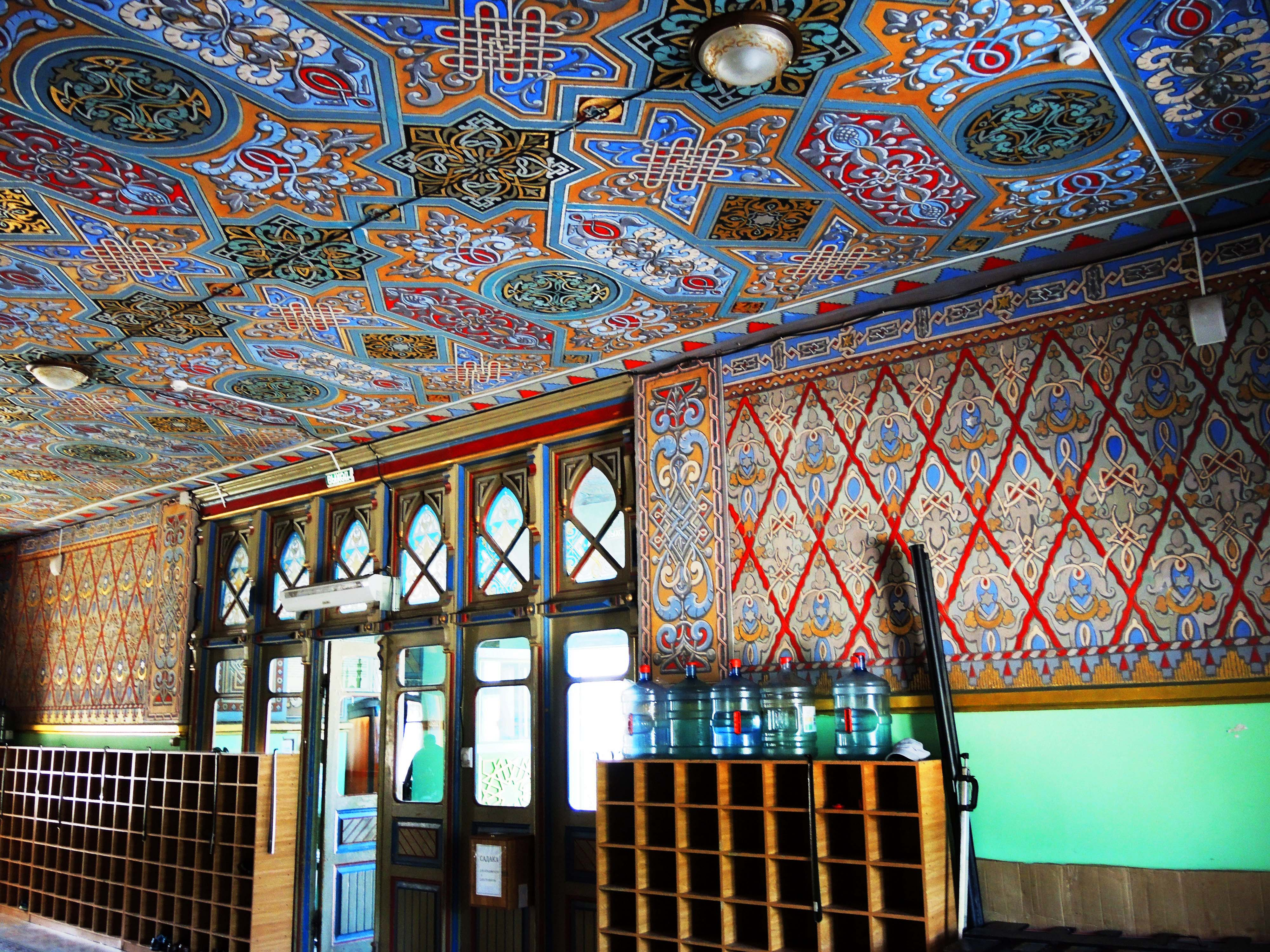
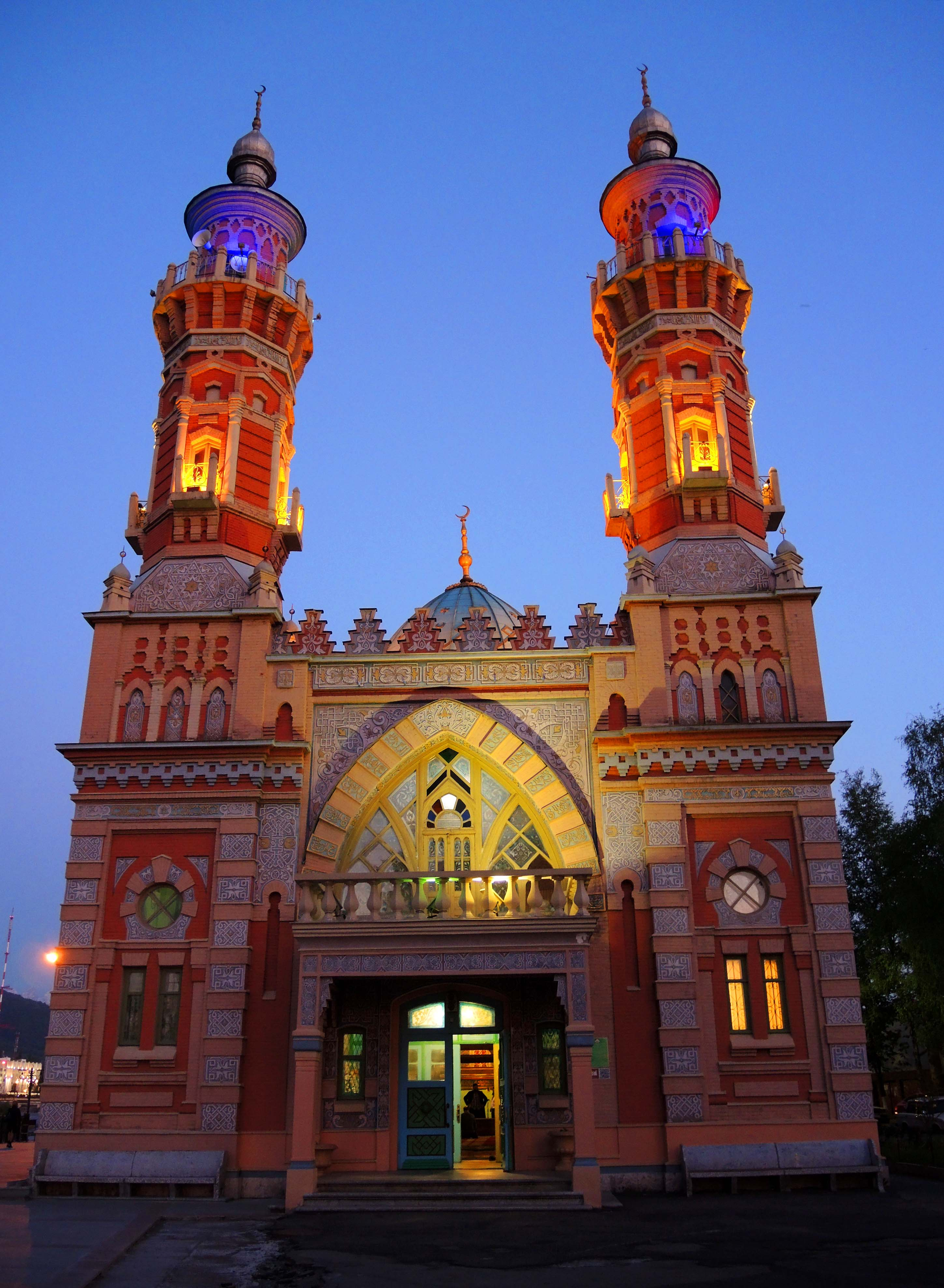
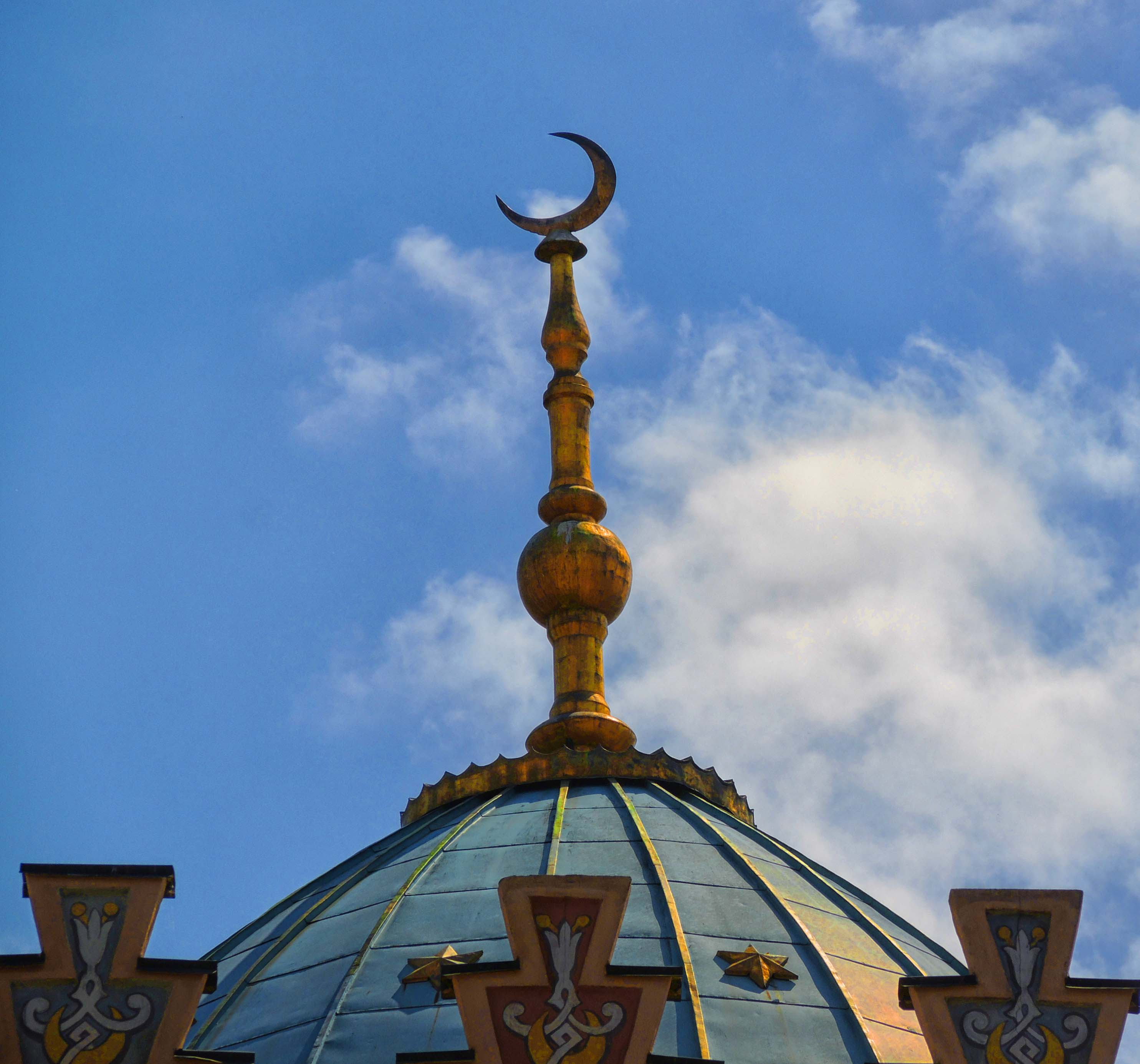
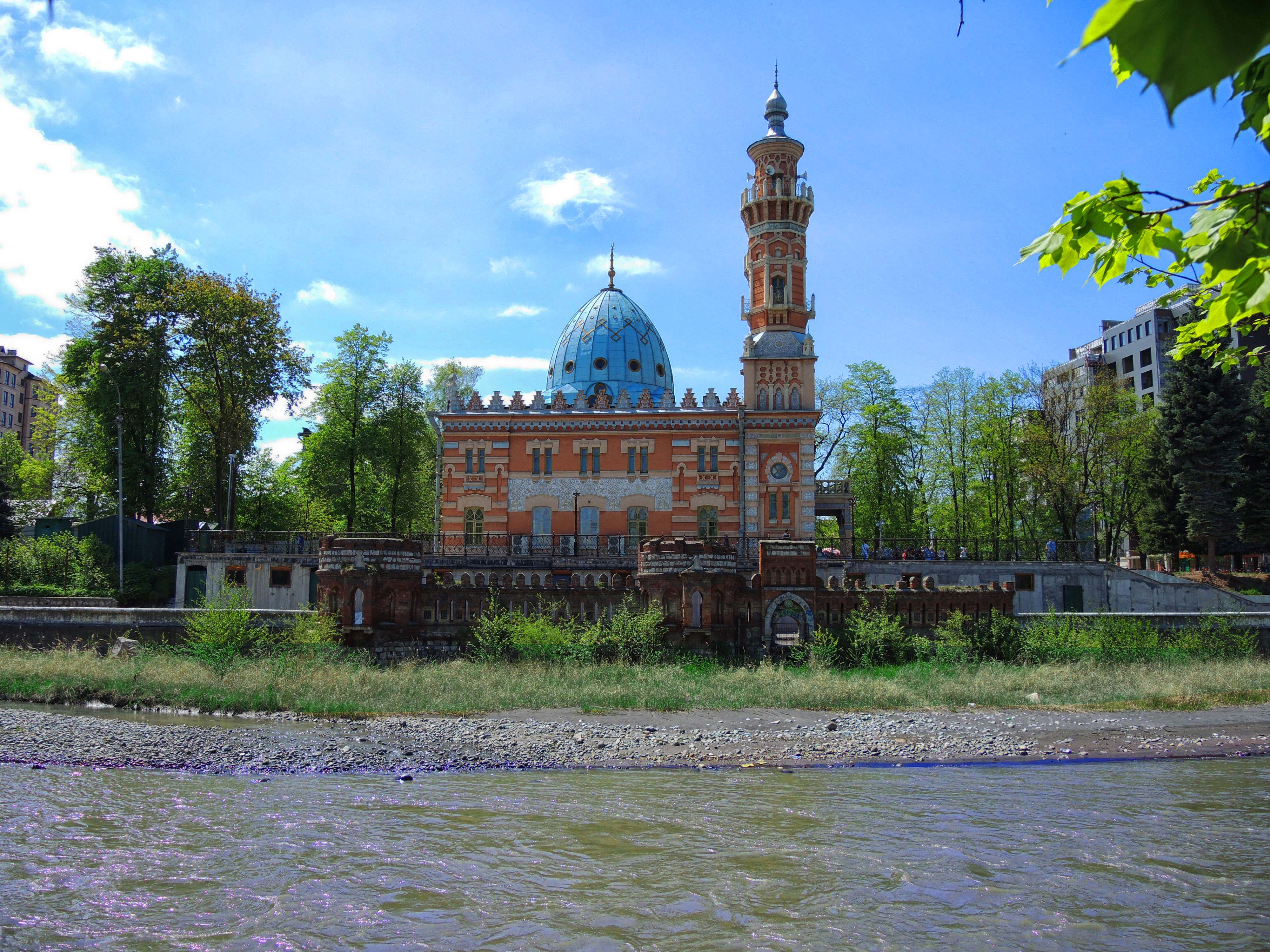